# December 2004
| December 2004 |
| Månader under 2004: Januari · Februari · Mars · April · Maj · Juni · Juli · Augusti · September · Oktober · November · December ← December 2003 · Januari 2005 → |

## Händelser

### Onsdagen den1 december2004
- Amerikanske nyhetsankaret Tom Brokaw leder NBC Nightly News för sista gången efter att ha lett programmet i över 22 år. Han efterträds dagen efter av Brian Williams.
- Vid ett mote på banken SEB kallar Sveriges finansminister Pär Nuder den generation som föddes på 1940-talet för ett köttberg "som vi 60-talister ska föda".[1]

### Torsdagen den2 december2004
- Högsta domstolen i Sverige dömer Mijailo Mijailović till livstids fängelse för mordet på Anna Lindh.[2]

### Fredagen den3 december2004
- Ukrainas högsta domstol underkänner resultatet av presidentvalet i Ukraina 2004.

### Tisdagen den7 december2004
- Hamid Karzai svärs in som Afghanistans president.
- Gudrun Schyman utträder ur Vänsterpartiet och blir politisk vilde i Sveriges riksdag.[3][4]

### Fredagen den10 december2004
- Sollentuna tingsrätt dömer en 16-åring för mordet på en 14-åring i september

### Torsdagen den16 december2004
- Sveriges riksdag antar den svenska regeringens försvarsproposition som minskar på försvaret.

### Fredagen den17 december2004
- Vid ett EU-toppmöte i Bryssel bestäms att Turkiet ska få inleda medlemsförhandlingar från och med oktober 2005.

### Söndagen den19 december2004
- Varuhuset GeKås i Ullared utsätts för ett sprängattentat mot deras kassavalv, försöket misslyckas men orsakar materiella skador.[5]

### Måndagen den20 december2004
- En 53-årig man döms för mord i det så kallade Helénmordet i mars 1989.

### Tisdagen den21 december2004
- Julbocken i Gävle bränns ned tidigt på morgonen.[6]

### Söndagen den26 december2004
- En jordbävning under havsbottnen nordväst om ön Sumatra i Indonesien orsakar en tsunami som drabbar flera länder runt Bengaliska viken. Minst 10 000 människor rapporteras döda eller saknade.
- Viktor Jusjtjenko vinner det ukrainska presidentvalet.

### Tisdagen den28 december2004
- Efter jordbävningen i Indiska oceanen har siffran för omkomna och saknade stigit till 30 000 personer. Fler än 1 000 svenskar saknas

### Onsdagen den29 december2004
- Jordbävningen i Indiska oceanen har nu krävt 72 000 dödsoffer.

### Torsdagen den30 december
- FN befarar att 120 000 människor har omkommit i jordbävningen.

### Fredagen den31 december
- Enligt de senaste beräkningarna kan så många som 150 000 människor har dött efter jordbävningen och tsunamin i Indiska Oceanen. Vid en presskonferens meddelar Sveriges statsminister Göran Persson att 59 svenskar är döda och 3 559 saknas efter jordbävningen.